# سیارک ۲۲۸۷۳
سیارک ۲۲۸۷۳ (به انگلیسی: 22873 Heatherholt، نامگذاری:1999RR194) بیست و دو هزار و هشتصد و هفتاد و سومین سیارک کشف شده‌است که در ۷ سپتامبر ۱۹۹۹ کشف شد.
قدر مطلق سیارک برابر ۱۱.۲ است.